# 葉天送
葉天送 (日本名：岡村俊昭，1912年5月4日—1996年1月25日），台灣花蓮人，職業棒球員，效力於日本職棒。 

## 生平
出生自台灣花蓮縣，為阿美族。一邊就讀夜校一邊參加鎮上的軟式棒球隊。1929年進入平安中學校。當時平安中學已經有4名選手來自當時棒球風氣盛行的花蓮並為了棒球而來留學，葉也跟上他們的腳步前來。他在平安中學時代主要擔任捕手，並在1933年甲子園大賽中，獲得亞軍。順帶一提，他本人總共參加過甲子園大賽9次，他也是三名最多次出場記錄保持者的其中一人。平安中學畢業後，之後就讀日本大學（舊制）並於1939年加入南海軍。進入職棒後轉型為外野手。轉型初期的守備非常不穩定，在第一年的1939年7月30日對阪神戰（中百舌鳥球場）之中就有3次漏接，也是外野手單場最多失誤紀錄。 
1944年獲得打擊王。這時，葉的打擊率3成69相對於所屬的近畿日本隊勝率3成24而言，是因為他的比賽數減少為35場的關係，在這之前只有鬼頭數雄（1940年）為「打擊率比所屬球隊勝率還高」的打擊王，之後2008年橫濱海灣之星・內川聖一在闊別64年後達成這項紀錄。順帶一提，葉和鬼頭在1941年有成為一年的隊友。另外，因為當時比賽用球的品質惡劣加上比賽場數減少，讓他也繼中根之（1936年秋）以來，成為第二個「0全壘打紀錄的打擊王」（之後歷經43年，才由正田耕三達成這個紀錄）。 
1949年時引退，之後擔任教練直到1960年並且構建出「百萬元級的內野陣容」。教練時代，相對於一軍教練鶴岡一人的「老大」稱號，他本人則擁有「大將」的稱呼。1961年到1972年間擔任球探。1978年在南海隊粉絲俱樂發行的短篇評論中記載稱「南海隊興盛的原因是得益了岡田對於棒球的熱情」。 
1996年過世。他從現役時代到過世時都住在京都市平安高中附近。
根據葉天送的遺屬表示，他在生前都未提到自己的出身以及台灣的親人，而且也幾乎沒機會接觸與台灣這裡有關的人。台灣記者鄭仲嵐則從2010年代中期開始向住在京都的葉天送遺屬進行訪問取材，根據其長女的說法，其偶然間有機會聽到葉天送生前提到關於故鄉台灣的事情，並提到上述的「台灣這裡的關係人士」是一個戰前在花蓮地區積極佈教淨土真宗本願寺派的台灣信徒，這件事讓鄭仲嵐察覺到有可能是它們在本願寺台灣分院的信徒。於是鄭仲嵐從2016年以後，以現存台灣佛教教會(傳教所)為中心，並同時前往台灣東部就地訪問，最後終於確認岡村的台灣親友依然在世並成功與他們接觸。之後依據台灣親友的說法，葉在戰前的日本報紙報導，以及一部分台灣這裡的資料記載，他是出身於臺灣原住民族的阿美族，身為阿美族的臺灣原住民族人名為「歐浪・法拉罕(Olam Falahan)」(歐浪意指高大強壯充滿精力，法拉罕是其母親名)，這些史實直到那時候都不為台日雙方所知曉，葉天送進入職棒前的的前半生被鄭仲嵐寫成報導文學，並在2024年於台灣付梓。

## 詳細情報

### 各年度打撃成績
- 各年度的粗體字為聯盟第一
- 南海（南海軍）在1944年期間名為近畿日本（近畿日本軍），1946年改名為大車輪，1947年再改名為南海（南海鷹）。

### 榮譽
- 打擊王：1次 （1944年）
- 安打王（當時聯盟未表揚該項目）：1回 （1944年） ※1994年起才開始表揚

### 背號
- 7 （1939年 - 1943年）
- 5 （1946年 - 1949年，1950年期間 - 1955年）
- 31 （1950年 - 同年期間）
- 60 （1956年）
- 50 （1957年 - 1960年）

## 備註
1. ↑  . 産経WEST.   [2015-02-02]. （原始内容存档于2020-07-12）.
2. ↑  .   [2020-07-11]. （原始内容存档于2020-07-11）.
3. ↑  其他2人為波利熊雄，光林俊盛。這時只有葉以及光林在這9次都以先發選手出賽。（波利有2次替補上場。）
4. ↑  宇佐美徹也『職棒資料庫84』講談社文庫，1984年，P457。其中有2次是在1局下連續發生。
5. ↑  . 日刊スポーツ.   [2020-02-21]. （原始内容存档于2020-02-21）.
6. ↑  . 産経WEST.   [2015-02-02]. （原始内容存档于2020-07-13）.
7. ↑  台灣原住民如何成為創下最多次即9次進入甲子園的英雄　關於昭和８年，在夏準Ｖ的京都・平安中學的「岡村俊昭」的謎團 （页面存档备份，存于） - 夕刊フジ，2024年8月21日。